# St. Marys (Ohio)
St. Marys – miasto w Stanach Zjednoczonych, w zachodniej części stanu Ohio, w hrabstwie Auglaize. Liczba mieszkańców w 2000 roku wynosiła 8362.